# Верхний Ларс
Ве́рхний Ла́рс (осет. Уӕллаг Ларс, ингуш. МагӀара Ларс) — село в Республике Северная Осетия — Алания. Расположено в районе Российско-грузинской границы на Военно-Грузинской дороге. У населённого пункта расположен одноимённый контрольно-пропускной пункт на российско-грузинской границе.
Входит в состав городского округа город Владикавказ (Дзауджикау) и административно подчинён Затеречному району города Владикавказ.

## География
В нескольких километрах южнее, за линией российско-грузинской государственной границы расположен грузинский контрольно-пропускной пункт — «Дарьяли» .

## История
Данная местность, представлявшая собой важный стратегический пункт, была освоена с древних времён. Этой дорогой пользовались киммерийцы и скифы. В конце I-го тысячелетия дорога, начинавшаяся в Закавказье около современного Ларса, называлась «Сарматской». Позднее сарматов сменили аланы, давшие дороге и ущелью наименование «Дарьяльское» («Дар» (дверь) + алан → «Ворота алан»). Согласно средневековым авторам, вход в проход запирали «Аланские ворота» (крепость), которые находились на вершине горы, у подножия которой проходила дорога.
В период Золотой Орды местность входила в состав аланского княжества во главе с князем Пуладом, у которого укрывался Утурку, командир левого крыла хана Тохтамыша в битве с Тимуром на Тереке в апреле 1395 года. Тимур, овладев аланской крепостью Кабчигай, отправил отряд в погоню за Утурку. Пулад погиб, защищая Утурку, который пытался уйти от погони с несколькими аланскими воинами. В районе современного Ларса воины Тимура настигли и казнили Утурку.
В последней четверти XVI века через Ларс проходили маршруты московского посольства в Грузию. В это время местностью владел Султан-Мурза, контролировавший дарьяльский проход. В 1587 году дорогой воспользовалось посольство Родиона Биркина. 25 сентября 1589 года через Ларс проходило посольство Семёна Звенигородского. В 1589 году в составе грузинского посольства Султан-Мурза присягнул на верность московскому царю. Сохранился текст данной присяги возвращающемуся из Грузии Родиону Биркину: «Яз ныне хочу государю же служити по свою смерть … и на непослушников государевых воеводами и с кабардинскими князи ходити готов и на том государю правду даю, шертую, и вас провожаю до грузинские земли». 3 августа 1604 года через аул проходило ещё одно московское посольство, на которое напали «на первом стану в ночи горские люди с огненным боем».
В начале XIX века укрепления в ауле были разрушены. До нашего времени сохранилась башня Дудуровых высотой около 6 метров (объект культурного наследия федерального значения), расположенная примерно в одном километре к северу от Ларса на скале, возвышающейся над дорогой. В начале XIX века императору Александру I был представлен проект дороги, получивший наименование «Александров путь». Местный землевладелец Махамат (Магомет) Дударов уступил под военное укрепление принадлежавшее ему Ларское селение. Махамат Дударов взамен был возведён в капитаны с пожизненной пенсией в 350 рублей и выделением ему земли около Владикавказа для поселения в 25 дворов. В 1806 году Магомет и Джанхот Дударовы со своими ближайшими родственниками в количестве восьми дворов переселились на земли между реками Тереком и Камбилеевкой, основав первое плоскостное осетинское селение Джанхотов-Ларс.
С началом реконструкции Военно-Грузинской дороги русской администрацией в XIX веке, в Ларсе были устроены путевая станция (вторая при следовании из Владикавказа) и военный редут. К тому времени здесь жило всего 17 осетинских семей в основном Дударовы, так же несколько грузинских семей. Удалось договориться с местным старшиной Ахмедом Дударовым об уступке им своих владений новой администрации за организацию его переезда под Владикавказ. В редуте полагалось иметь роту солдат и две мортиры.
Военный пост в Ларсе описал Р. Кер-Портер во время своего путешествия по Кавказу в 1817—1820 года:

Русские посты «расположены в местах, где находились укрепления древних, построенные для этих же целей: часто при постройке новых крепостей обнаруживают остатки старых. В Ларсе, примерно в 1 версте от него, стены и башни внушительной высоты всё ещё возвышаются в своём грозном, хотя и пришедшем в упадок величии».

К началу 1860-х годов на станции было выстроено здание, в котором был устроен буфет с горячими обедами, а также три комнаты для проезжающих — общая мужская, такая же женская и «генеральская».
В период с 1944 по 1956 год село административно подчинялось Казбекскому району Грузинской ССР, после 1956 году вновь в составе Пригородного района Северо-Осетинской АО.
5 мая 2009 года состоялась торжественная церемония завершения строительства многостороннего автомобильного пункта пропуска «Верхний Ларс» Северо-Осетинской таможни.
В 2009 году возобновилось обсуждение возможности открытия контрольно-пропускного пункта. Считается, что открытие границы будет способствовать экономическому оздоровлению в приграничных районах и облегчит армяно-российскую торговлю.

## Население
| 2002 | 2010 | 2021 |
| ---- | ---- | ---- |
| 0    | →0   | ↗10  |

Раньше в селе проживали осетины и грузины. Ныне постоянное население не уточняется.

## Достопримечательности
- Сторожевая башня Дударовых — памятник архитектуры федерального значения, XVI—XIX века[20].
- Ларское укрепление — памятник архитектуры, 1804 год[21].
- «Ермоловский камень» — природный валун огромных размеров, по легенде связанный с генералом Ермоловым.